# ADONIS
ADONIS jest narzędziem wspierającym zarządzanie procesami biznesowymi w oparciu o paradygmat zarządzania procesami BPMS stworzony na Uniwersytecie Wiedeńskim. Oferuje funkcjonalności modelowania (w tym z użyciem notacji BPMN), analizy, symulacji, ewaluacji oraz tworzenia dokumentacji procesów.
Oprócz wersji komercyjnej systemu ADONIS od stycznia 2008 jest również dostępna wersja ADONIS Community Edition, od kwietnia 2011 wersja ADONIS Community Edition 2.0, od maja 2014 wersja ADONIS: Community Edition 3.0 na licencji freeware.